# Thomas Sauer (Politiker)
Thomas Sauer (* 18. März 1962 in Siek, Schleswig-Holstein; † 10. März 2014 in Berlin) war ein deutscher Politiker (SPD). Von 1998 bis 2005 war er Mitglied des Deutschen Bundestages.

## Leben und Beruf
Sauer besuchte die Hauptschule in Großhansdorf. Nach dem erfolgreichen Abschluss besuchte er eine Berufsfachschule, danach ein Wirtschaftsgymnasium, um anschließend ein Studium der Wirtschaftswissenschaften in Hamburg zu beginnen. Nach seinem Abschluss als Diplomvolkswirt arbeitete er bis 1998 als freiberuflicher Honorardozent und als Mitarbeiter des Bundestagsabgeordneten Eckart Kuhlwein.
Thomas Sauer hat einen Sohn.

## Partei
Sauer trat im Jahr 1978 der SPD bei. Erste politische Erfahrungen sammelte er als Kreisvorsitzender der Jusos in seinem Heimatkreis Stormarn. Anschließend war er Landesausschussdelegierter und stellvertretender SPD-Kreisvorsitzender sowie Gemeindevertreter in Großhansdorf. Er war auch als Mitherausgeber der Zeitschrift Spw – Zeitschrift für sozialistische Politik und Wirtschaft engagiert.

## Abgeordneter
Von 1998 bis 2005 war Sauer Mitglied des Deutschen Bundestages. Er ist stets als direkt gewählter Abgeordneter des Wahlkreises Herzogtum Lauenburg - Stormarn-Süd in den Bundestag eingezogen. Bei der Bundestagswahl 2005 unterlag er knapp dem CDU-Kandidaten Carl-Eduard von Bismarck.